# 쇼시타쓰왕
쇼시타쓰왕(일본어: 尚思達王 상사달왕[*]; 1408년 ~ 1449년 10월 29일)은 류큐왕국 제1쇼씨 왕조의 제4대 국왕(재위 기간: 1445년 ~ 1449년)이자, 제3대 류큐 국왕이다. 신호(神號)는 키미테다(君日)이다.
그의 아버지는 전대 국왕 쇼츄이다.